# Josef Kriegisch
Josef Kriegisch (* 7. Januar 1923 in Gröditz; † 24. März 1984 in Waldkraiburg) war ein deutscher Jurist und Kommunalpolitiker (SPD).

## Werdegang
Kriegisch legte 1942 am Gymnasium in Freiwaldau die Reifeprüfung ab. Anschließend diente er als Soldat im Zweiten Weltkrieg und verlor beim Russlandfeldzug 1943 ein Bein. Ab dem Wintersemester 1943/44 studierte er Rechts- und Staatswissenschaften an der Universität Wien und schloss 1946 mit dem Doktorexamen ab.
Wegen des Todes seines Vaters und der Ausweisung der Mutter übersiedelte er nach Bayern und wurde im Dezember 1947 als stellvertretender Leiter des Kreiswohnungsamtes in Wasserburg am Inn eingestellt. Ab August 1962 arbeitete er hauptberuflich bei einer Münchner Wohnungsbaugesellschaft.
Bei der Kommunalwahl 1948 zog er in den Kreistag des Landkreises Wasserburg a.Inn ein und wurde im Mai 1948 zum stellvertretenden Landrat gewählt. Am 21. April 1954 rückte er für Willy Thieme als Abgeordneter in den Bayerischen Landtag nach, dem er bis November 1966 angehörte.
1961 nominierte ihn der SPD-Ortsverband in Rosenheim für die Oberbürgermeisterwahl, bei der er dem CSU-Kandidaten Sepp Heindl unterlag. Am 13. März 1966 wurde er zum Ersten Bürgermeister der Stadt Waldkraiburg gewählt. Er blieb bis zu seinem Tod im Jahr 1984 im Amt.
Von 1962 bis 1978 war er Mitglied des Bayerischen Verfassungsgerichtshofes.

## Ehrungen
- 1965: Bayerischer Verdienstorden
- 1966: Bayerische Verfassungsmedaille in Silber
- 1983: Verdienstkreuz 1. Klasse der Bundesrepublik Deutschland
- 1984: Ehrenbürger der Stadt Waldkraiburg